# إيمانويل غونتر
إيمانويل غونتر (بالألمانية: Emanuel Günther)‏ هو لاعب كرة قدم ألماني في مركز الهجوم، ولد في 13 نوفمبر 1954 في فورمس في ألمانيا. لعب مع فورتونا دوسلدورف ونادي بفورتسهايم .1 ونادي كارلسروه.

## وصلات خارجية
- إيمانويل غونتر على موقع قاعدة بيانات كرة القدم.إي يو (الإنجليزية)
- إيمانويل غونتر على موقع بيانات كرة القدم. دي إي (الألمانية)
- إيمانويل غونتر على موقع عالم كرة القدم.نت (الإنجليزية)